# Sepedon praemiosa
Sepedon praemiosa is een vliegensoort uit de familie van de slakkendoders (Sciomyzidae). De wetenschappelijke naam van de soort is voor het eerst geldig gepubliceerd in 1893 door Giglio-Tos.